# Order Krwi (III Rzesza)
Medal upamiętniający 9 listopada 1923 (niem. Medaille zur Erinnerung an den 9. November 1923 zwany Blutorden, Order Krwi) – nieoficjalna, lecz powszechna nazwa ustanowionego w 1934 roku przez kanclerza Rzeszy Niemieckiej i przywódcę większościowej partii NSDAP, Adolfa Hitlera, medalu dla uczestników puczu monachijskiego w dniu 9 listopada 1923.

## Historia i insygnia

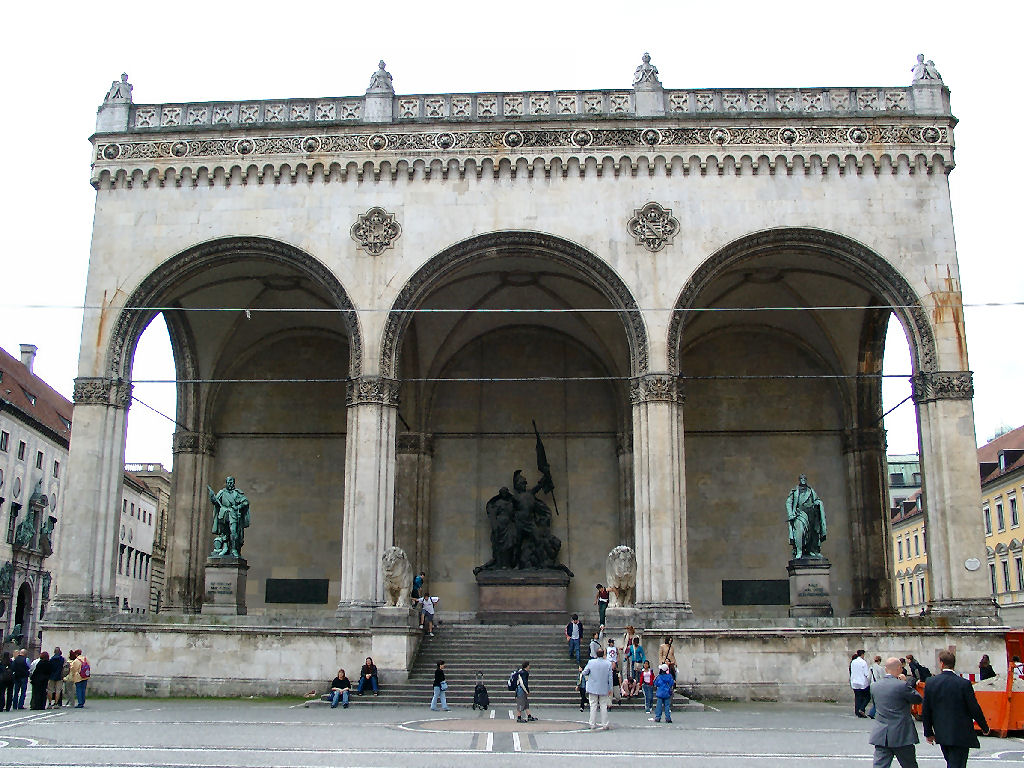
Feldherrnhalle w Monachium (2004)

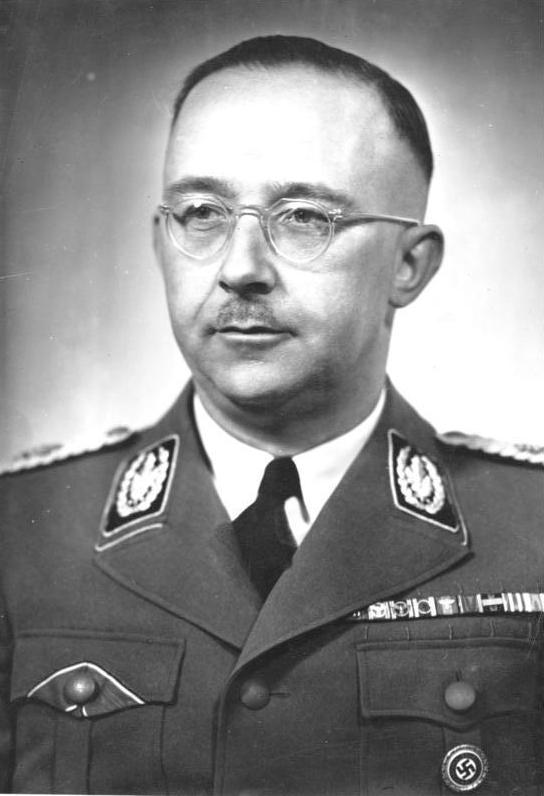
Heinrich Himmler ze wstążką Blutorden na patce prawej kieszeni

Jednoklasowy medal wykonany w srebrze posiadał na awersie wizerunek orła niemieckiego (jeszcze nie orła III Rzeszy) zrywającego się do lotu w prawo, ze szponami opartymi na wieńcu laurowym, otaczającym datę 9.Nov., i z napisem München 1923–1933 obok wieńca. Rewers medalu ukazywał pod godłem swastyki monachijską Feldherrnhalle, budynek, pod którym pucz zakończył się ostateczną klęską, i nosił napis Ihr habt doch gesiegt (Jednak zwyciężyliście). Medal noszony był na czerwonej wstędze z biało-czarnymi bordiurami, barwami przywróconej przez Hitlera flagi narodowej II Rzeszy Niemieckiej. Wbrew wszelkim tradycjom niemieckim noszono go z prawej strony piersi. Zamiast pełnej odznaki nie noszono baretki, lecz wstążkę medalu upiętą na patce prawej górnej kieszeni kurtki mundurowej w odwróconą krokiewkę (odwróconą literę V) i przeplecioną przez dziurkę od guzika na patce.
Po ustanowieniu medalu nadano go 436 zmarłym i 1064 żyjącym uczestnikom puczu, wśród nich dwóm kobietom. Bardzo ceniony przez członków NSDAP medal otrzymał (ku niezadowoleniu weteranów puczu) w 1938 roku  nowe statuty, według których nadawany być mógł również osobom, które za działalność w partii przed rokiem 1933 otrzymały kary dożywotniego pozbawienia wolności, odniosły ciężkie rany w bójkach ulicznych w czasie walki NSDAP o władzę lub odbyły karę pozbawienia wolności dłuższą niż rok. Mógł też być nadany na osobiste życzenie Führera. W ten sposób medal dostało do 1945 roku około 6000 osób. Ostatnim odznaczonym pośmiertnie (1942) był Reinhard Heydrich.
Ustawa RFN z 1957 roku zabroniła noszenia orderu w jakiejkolwiek formie.